# 安德拉斯特
安德拉斯特（英語：Andraste）。不列颠职司胜利之女性神祇之一。其事迹反映于相关古典作家的著述中。约出现于公元1世纪前后，具有重大地宗教影响与历史意义。